# Campoa thujopsidis
Campoa thujopsidis är en svampart som beskrevs av Sawada 1950. Campoa thujopsidis ingår i släktet Campoa och familjen Parmulariaceae.   Inga underarter finns listade i Catalogue of Life.